# Sherlock (SHINee單曲)
「sherlock」是韓國的男子團體SHINee的第4张日語单曲。2012年5月16日由EMI发售。

## 概要
- 「sherlock」是SHINee第四張迷你專輯「Sherlock」主打曲「Sherlock (Clue + Note)」的日語版本
- 此單曲有2個版本，分別有「初回生産限定盤」和「通常盤」。「初回生産限定盤」收錄了「Sherlock」的PV和Making
- 在5月28日於公信榜单曲週排行榜取得第2位。

## 收錄内容

### CD（初回生産限定盤，通常盤）
1. Sherlock
2. Keeping Love Again

### DVD
1. Sherlock（PV）
2. Sherlock（Making）